# Camaridium hagsaterianum
Camaridium hagsaterianum är en orkidéart som först beskrevs av Soto Arenas, och fick sitt nu gällande namn av Mario Alberto Blanco. Camaridium hagsaterianum ingår i släktet Camaridium och familjen orkidéer. Inga underarter finns listade i Catalogue of Life.